# 哈佳奇區

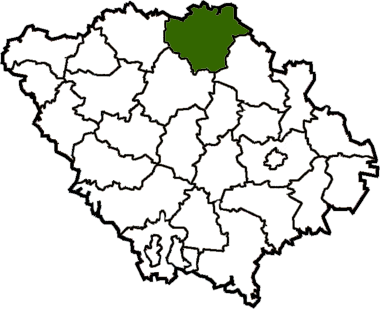

哈佳奇區（烏克蘭語：Гадяцький район）是位於烏克蘭中部波爾塔瓦州的舊區，首府設於哈佳奇，並於2020年被撤銷。該區面積1,595平方公里，2015年人口54,008，人口密度每平方公里33.9人。